# Suicide Commando
Suicide Commando je belgijski elektro-industrial one-man sastav. Osnovao ga je Johan Van Roy 1986.

## Biografija
Prije 20 godina Belgijanac Johan Van Roy je pod jakim utjecajem Front 242 i Ministryja osnovao elektro-industrial sastav Suicide Commando. Johan Van Roy je jedini kreativni član sastava, dok na live nastupima preuzima poziciju vokala. Iako je od samog osnivanja objavio par izdanja i pojavio se na nekim kompilacijama, prvi album izdan je tek 1994. godine pod nazivom "Critical Stage". Tim izdanjem počinje suradnju s Off Beat Records. Godinu dana kasnije izdaje album "Stored Images" koji sadržava možda najpoznatiju pjesmu sastava "See You in Hell". 
 Godine 1996. povodom desete obljetnice sastava izdaje kompilaciju radova nazvanu "Contamination", a potom dvije godine kasnije izdan je novi album "Construct-Destruct" i remiks albuma nazvan "reCONSTRUCTion". Oba idanja su se pojavila su na američkom tržištu preko Possessive Blindfold Recodsa. Ta dva izdanja su ujedno i posljednja za Off Beat Records. Krajem godine sastav započinje svoju prvu veću europsku turneju s Velvet Acid Christ. 
 1999. godine Johan Van Roy postaje jedan od osnivača Dependent Recordsa koji postaje budući dom za sva Suicide Commando izdanja u Europi dok ja za američko tržište zadužen Metropolis Records. 

Sastav postiže veliki komercijalni uspjeh godinu dana kasnije izlaskom albuma "Mindstrip". "Mindstrip" album i oba singla "Comatose Delusion" i "Hellraiser" postižu poziciju broj jedna na DAC-u (Deutsche Alternative Charts) 2000. godine. 
 Godine 2001. ponavljaju uspjeh izdavanjem "Love Breeds Suicide" EP-a koji ponovno postiže poziciju broj jedan na DAC-u. 
 
2002. godine sastav se pretežno fokusira na nastupe uživo diljem Europe. Te godine izlazi "Anthology" kompilacija najboljih radova iz povijesti sastava. 
 Godinu dana kasnije kao najavu za novi album "Axis of Evil" izdaju singl "Love Breeds Suicide". Album "Axis of Evil" postiže prve pozicije na svim alternativnim ljestvicama i postaje najprodavaniji album od Suicide Commanda uopće i proglašen je albumom godine na DAC-u. Kasnije te godine započinje "Axis of Evil Tour". 
 
Godine 2004. izlazi dvostruki singl s posljednjeg albuma "Cause of Death: Suicide + One Nation Under God" koji nastavlja tradiciju prvih pozicija na alternativnim ljestvicama.
 2005. godina započinje snimanje novog materijala koji će izaći godinu dana kasnije pod nazivom "Bind, Torture and Kill". Ime albuma preuzeto je po serijskoj ubojici Dennisu L. Radera poznatom kao "BTK Killer". 
 Preko Dependent Recordsa izašao je limitirani box-set Suicide Commanda pod nazivom "X.20". Album je izašao povodom 20 obljetnice od osnutka sastava. Box-set sadrži jedan DVD disk sa snimkama pjesma izvedenih uživo plus tri audio diska. Video disk sadrži 16 pjesma i kao dodatak sadrži spot za pjesmu "We are the Sinners". Audio diskovi podijeljeni su na remiks, best-off i "F*** you Bitch" singl s posljednjeg albuma "Bind, Torture and Kill".

## Diskografija

### Albumi
- Critical Stage (1994.)
- Stored Images (1995.)
- Contamination (1996.)
- Construct-Destruct (1998.)
- Re-construction (1998.)
- Chromdioxyde (1999.)
- Mindstrip (2000.)
- Anthology (2002.)
- Axis of Evil (2003.)
- Bind, Torture, Kill (2006.)
- X20 (2007.)

### Singlovi/EP-ovi
- Comatose Delusion (2000.)
- Hellraiser (2000.)
- Love Breeds Suicide (2001.)
- Face of Death (2003.)
- Cause of Death: Suicide (2004.)
- Cause of Death: Suicide / One Nation Under God (2004.)
- Godsend / Menschenfresser (2005.)

## Slični sastavi
- :wumpscut:
- Grendel
- Hocico
- Amduscia
- animAdverto
- Agonoize
- Die Sektor
- Tactical Sekt
- Dioxyde

## Vanjske poveznice
- Suicide Commando web stranica